# Donjek River
Der Donjek River ist ein etwa 287 km langer rechter Nebenfluss des White River im kanadischen Territorium Yukon. 

## Verlauf
Der Donjek River wird vom Kluane-Gletscher gespeist. Der Fluss fließt in überwiegend nördlicher Richtung flankiert rechts von der Donjek Range. Der Donjek-Gletscher speist den Oberlauf des Donjek River linksseitig. Über den Steele Creek erhält der Fluss zusätzlich noch Wasser vom Steele-Gletscher. Der Alaska Highway (Yukon Highway 1) (⊙) überquert den Fluss, kurz nachdem dieser die Eliaskette verlassen hat, auf der einzigen Brücke über den Fluss. Im Mittellauf mündet der Kluane River, der den Kluane Lake entwässert, rechtsseitig in den Donjek River. Der Fluss setzt seinen Kurs nach Norden fort. Im Unterlauf treffen Nisling River und Klotassin River von rechts auf den Donjek River. Dieser wendet sich kurz vor seiner Mündung in den White River nach Westen. Der Oberlauf des Donjek River liegt innerhalb der Kluane National Park and Reserve of Canada. Der Donjek River bildet auf seinem gesamten Lauf einen verflochtenen Fluss.
Der Donjek-Gletscher blockiert periodisch den Flusslauf, was bei Entleeren der dadurch entstandenen Gletscherseen zu Gletscherläufen und zur Überflutung der abstrom gelegenen Bereiche führt.

## Hydrologie
Der Donjek River entwässert ein Areal von ungefähr 25.900 km². Der mittlere Abfluss (MQ) bei Flusskilometer 124 betrug für den Messzeitraum 1979–1994 167 m³/s. Im Juli und im August treten die höchsten mittleren monatlichen Abflüsse auf mit Werten von 547 und 515 m³/s.